# Jardins do Palácio de Belém
Os Jardins do Palácio de Belém são um conjunto de jardins em Lisboa. Encontram-se inseridos no Palácio de Belém, mandado construir em 1726 por D. João V e que actualmente é a residência oficial do Presidente da República Portuguesa.

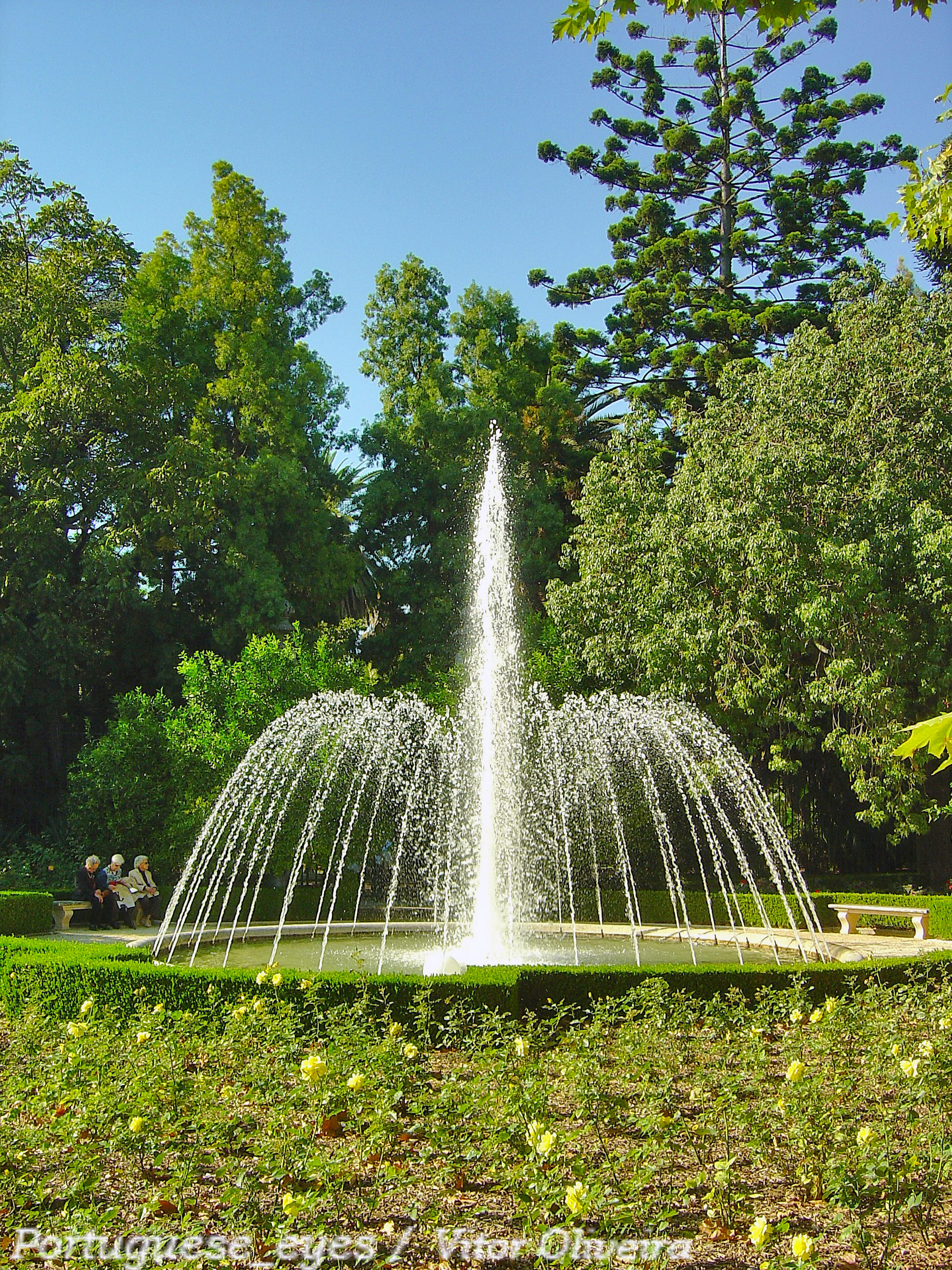
O Jardim das Tileiras

Na sua área envolvente podem-se encontrar vários jardins, como o Jardim das Tileiras, o Jardim de Buxo ou Jardim Grande, o Jardim da Cascata, o Jardim dos Teixos e o Jardim da Arrábida.

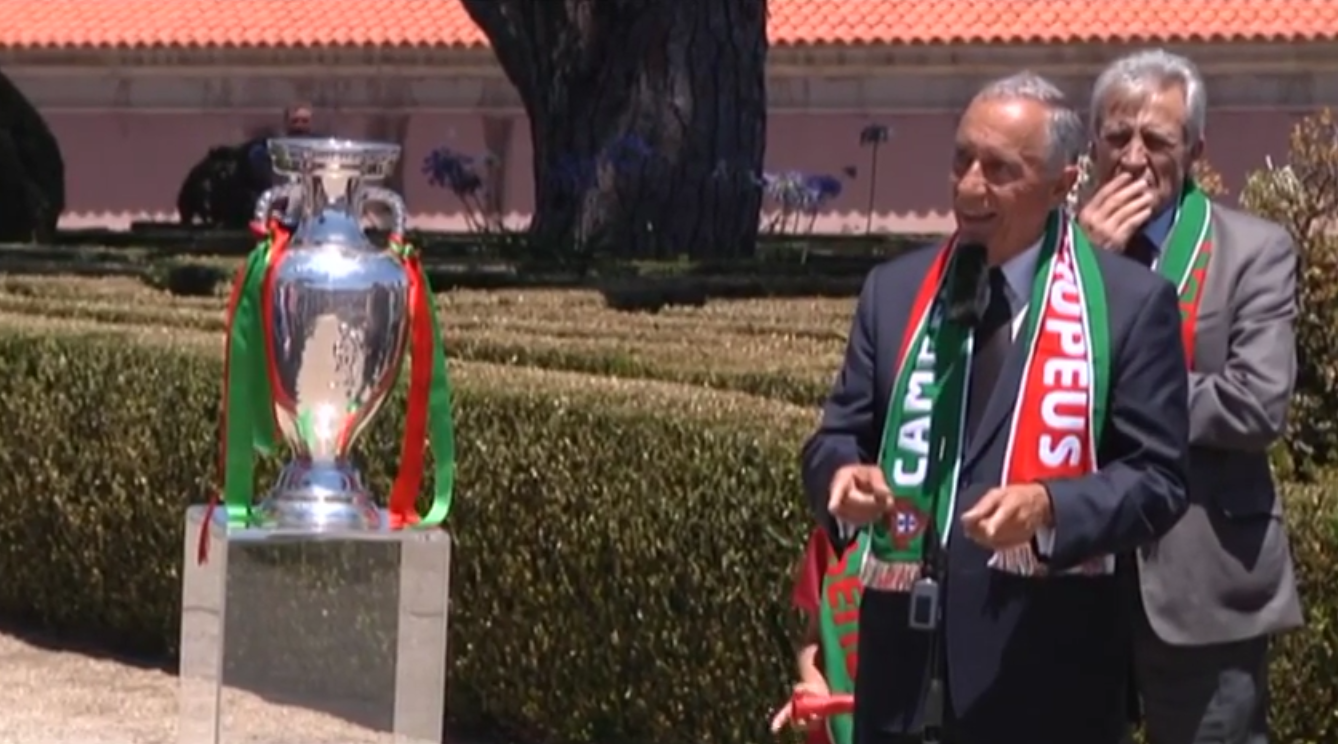
Marcelo Rebelo de Sousa e a taça de campeões europeus de futebol no Jardim de Buxo, 2016

Em 2016 os jardins foram palco da recepção presidencial da Seleção Portuguesa de Futebol e apresentação da taça de campeões europeus de futebol à população após inédita vitória na final.

## Festa do Livro em Belém
Desde 2016 e por iniciativa do Presidente da República Marcelo Rebelo de Sousa, conhecido pelo seu gosto pela leitura, os jardins do palácio recebem a anual Festa do Livro em Belém que visa promover obras e autores de língua portuguesa. A programação inclui sessões de cinema, concertos, apresentações de livros, atividades para crianças, debates e sessões de autógrafos. 
A Festa do Livro em Belém é uma organização da Presidência da República e da Associação Portuguesa de Editores e Livreiros, em parceria com as Bibliotecas Municipais de Lisboa.

## Manguito
Em 2023 foi colocado junto ao palácio a escultura Manguito de Carlos Oliveira em colaboração com a dupla Malibu Ninjas. 
Criada em 2014, a peça inspirada na figura de Zé Povinho de Bordalo Pinheiro, com dois metros de altura e 70 quilos de peso e feita em alabastro e resina de poliéster reforçada a fibra de vidro esteve para ser retirada do espaço público por parte da Câmara Municipal de Lisboa porém o Presidente da República Marcelo Rebelo de Sousa, através de um funcionário da presidência, convidou o artista a expô-la nos jardins do palácio, encontrando-se nos Jardim dos Teixos.
Segundo o artista a obra demonstra um gesto popular de descontentamento e indignação popular em relação à desgovernação, à hipocrisia e à corrupção e a favor da verdade, da democracia, da justiça e da paz. 

escultura de um Manguito feita em alabastro e resina de poliéster reforçado a fibra de vidro